# Anoba praeusta
Anoba praeusta là một loài bướm đêm trong họ Erebidae.